# Vigil - Indagine a bordo
Vigil - Indagine a bordo (Vigil) è una serie televisiva britannica creata da Tom Edge e prodotta da World Productions. Trasmessa su BBC One dal 29 agosto 2021, vede protagonisti Suranne Jones, Rose Leslie e Gary Lewis.

## Trama

### Stagione 1
L'ispettore capo Amy Silva della polizia scozzese è inviata sul sottomarino lanciamissili balistici nucleare HMS Vigil di classe Vanguard, per indagare su di una morte a bordo, la quale dopo poco porta alla misteriosa scomparsa di un peschereccio scozzese. Le sue indagini, e quelle dei suoi colleghi sulla terraferma, portano la polizia a scontrarsi con la Royal Navy e l'MI5, il servizio di sicurezza britannico.
La storia ha similarità con gli eventi che coinvolsero il sottomarino della Royal Navy HMS Vigilant.

### Stagione 2
Quando un prototipo di APR da combattimento della Royal Air Force è compromesso e uccide sette soldati durante una dimostrazione in Scozia, la squadra di Silva ha il compito di trovare il responsabile. Si reca alla base aerea congiunta di Al-Shawka nel regno di Wudyan, un alleato controverso nel Golfo Persico, e scopre una cospirazione più vasta, collegata con la collaborazione dell'attuale regime con il governo britannico e l'impresa privata sullo sviluppo dell'APR.

## Episodi
| Stagione         | Episodi | Prima TV UK | Prima TV Italia |
| ---------------- | ------- | ----------- | --------------- |
| Prima stagione   | 6       | 2021        | 2022            |
| Seconda stagione | 6       | 2023        | 2025            |

## Personaggi e interpreti

### Stagione 1

#### Principali
- Amy Silva, interpretata da Suranne Jones, doppiata da Claudia Catani.
Ispettore capo della polizia scozzese che indaga sulla morte di Burke sul sottomarino Vigil.
- Kirsten Longacre, interpretata da Rose Leslie, doppiata da Francesca Manicone.
Detective della polizia scozzese ed ex amante di Amy.
- Elliot Glover, interpretato da Shaun Evans, doppiato da Marco Vivio.
 Sottufficiale di prima classe, il timoniere del Vigil. Ha una relazione segreta con Tiffany.
- Craig Burke, interpretato da Martin Compston.
Sottufficiale capo esperto nella mappatura sonar sul Vigil, morto in circostanze sospette.
- Neil Newsome, interpretato da Paterson Joseph, doppiato da Massimo Bitossi.
Comandante del Vigil.
- Mark Prentice, interpretato da Adam James, doppiato da Alessio Cigliano.
Capitano di corvetta e vice comandante sul Vigil.
- Colin Robertson, interpretato da Gary Lewis, doppiato da Ambrogio Colombo.
Sovrintendente della polizia scozzese.
- Jade Antoniak, interpretata da Lauren Lyle, doppiata da Benedetta Ponticelli.
Attivista contro le armi nucleari e fidanzata di Burke che vive nel campo della pace di Dunloch.
- Erin Branning, interpretata da Lolita Chakrabarti, doppiata da Cinzia Villari.
Capitano di corvetta e assistente di Shaw.
- Tiffany Docherty, interpretata da Anjli Mohindra, doppiata da Chiara Oliviero.
Tenente di vascello chirurgo e ufficiale medico di bordo sul Vigil.
- Simon Hadlow, interpretato da Connor Swindells, doppiato da Gabriele Vender.
Tenente di vascello e nuovo ufficiale del genio navale sul Vigil.
- Ben Oakley, interpretato da Cal MacAninch, doppiato da Alberto Bognanni.
Attivista.
- Matthew Doward, interpretato da Lorne MacFadyen.
Sottufficiale capo esperto nella mappatura sonar trasferito dalla Virtue.
- Gary Walsh, interpretato da Daniel Portman, doppiato da Paolo Vivio.
Sottufficiale capo e ingegnere meccanico sul Vigil.
- Shaw, interpretato da Stephen Dillane, doppiato da Franco Mannella.
 Retroammiraglio e capo del Royal Navy Submarine Service.

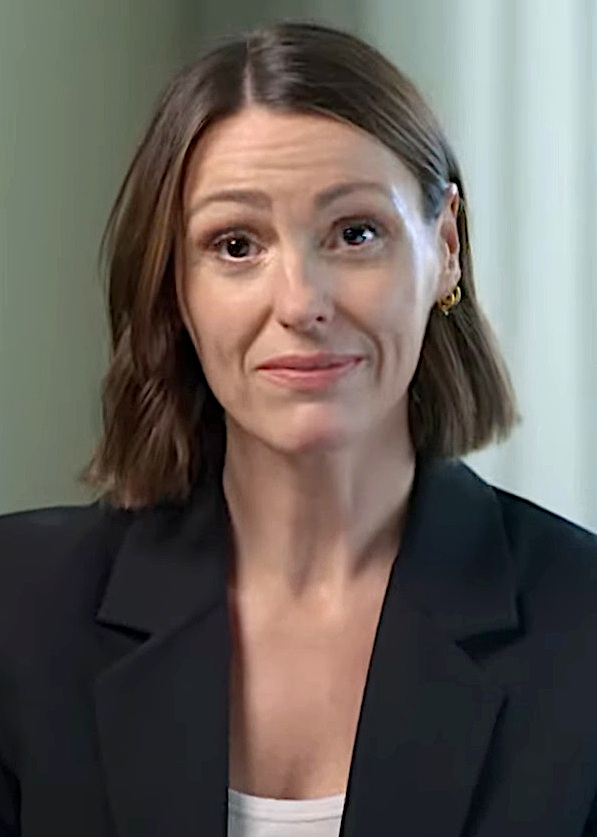
Suranne Jones
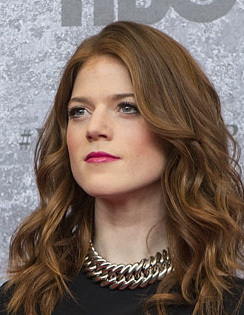
Rose Leslie
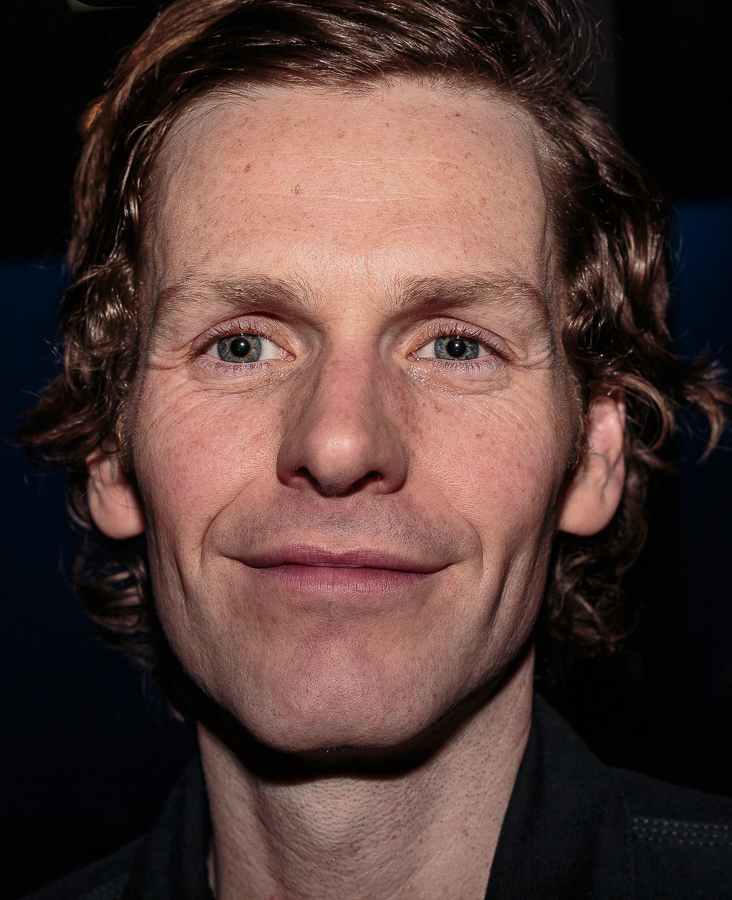
Shaun Evans
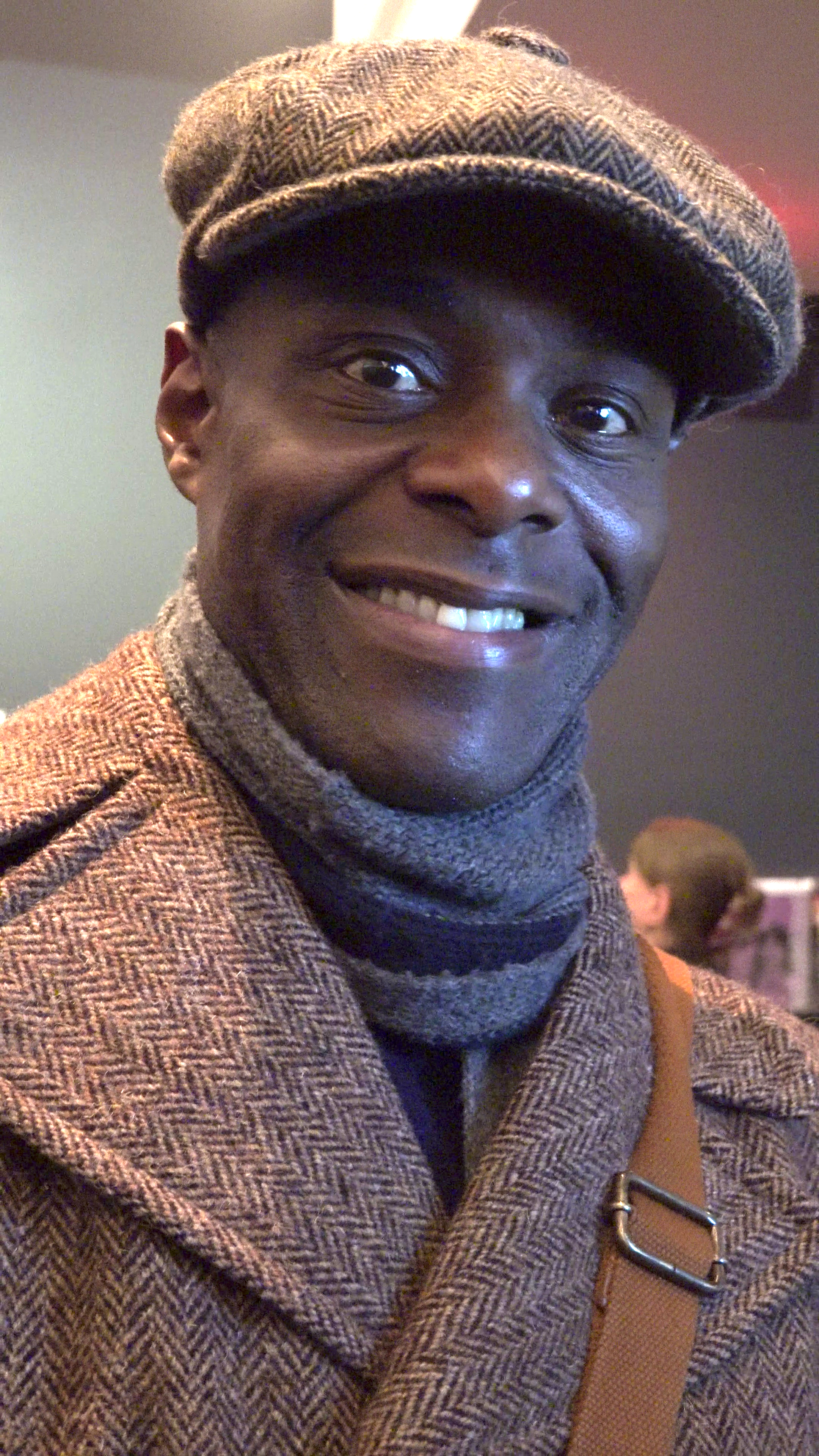
Paterson Joseph
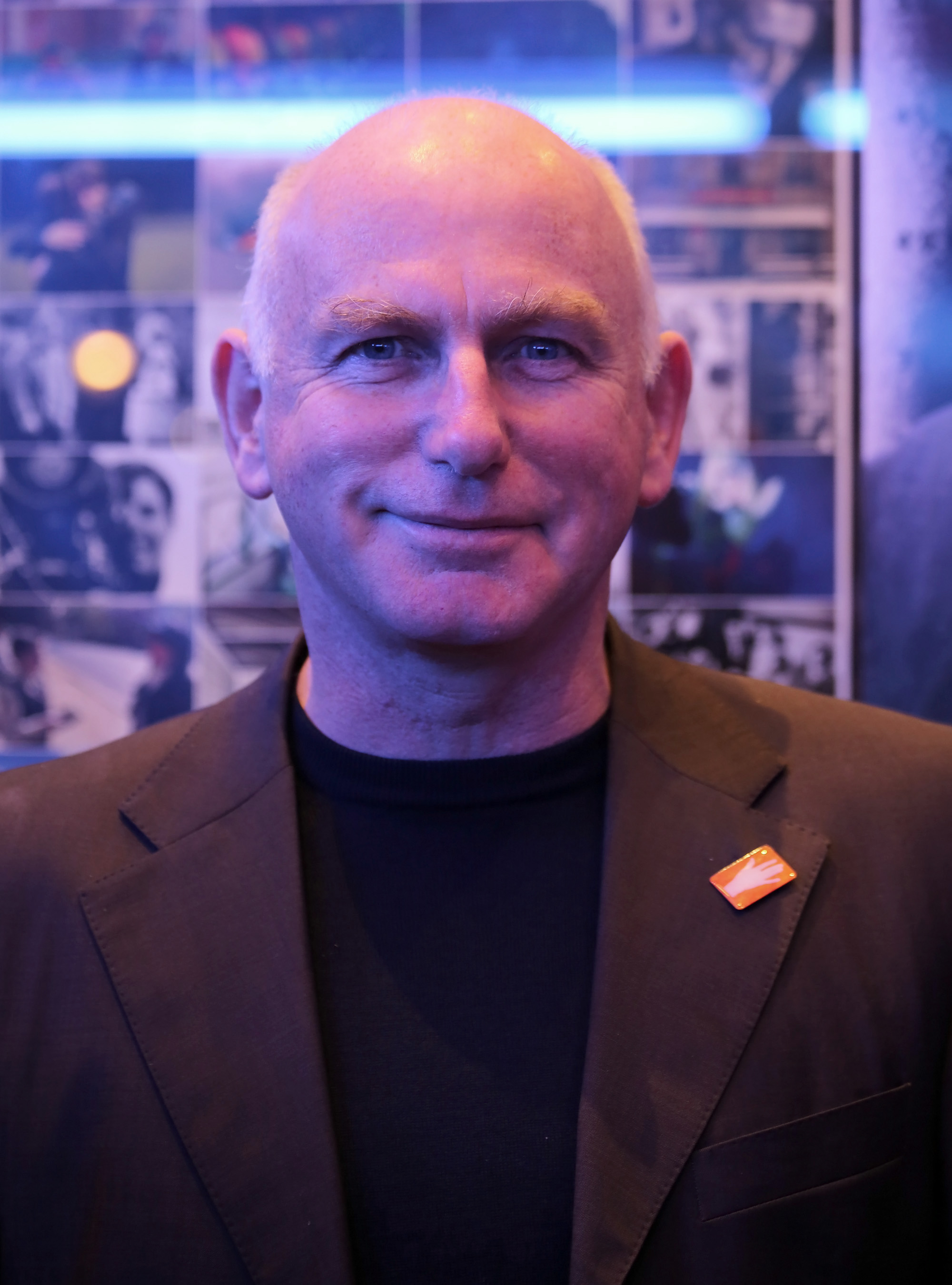
Gary Lewis
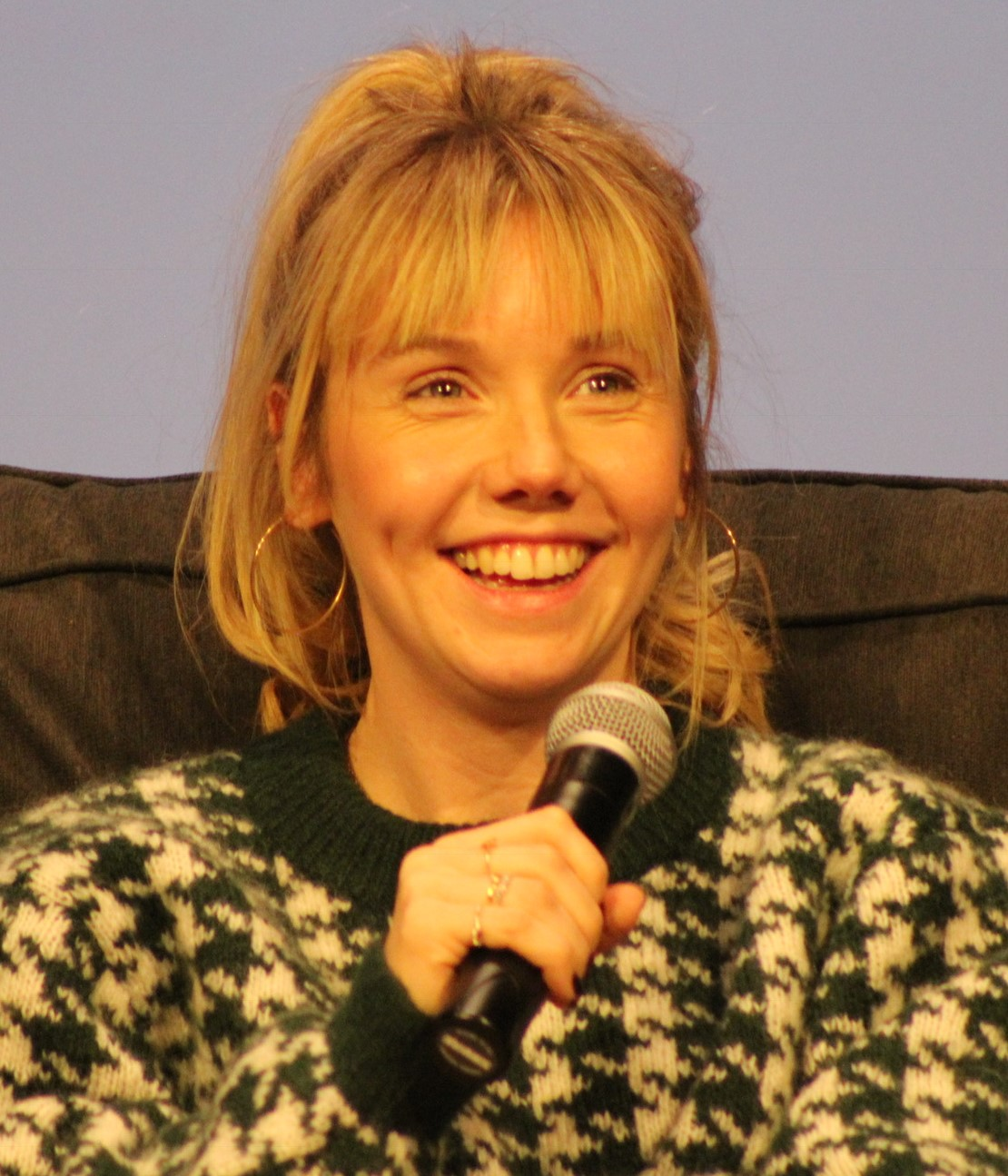
Lauren Lyle
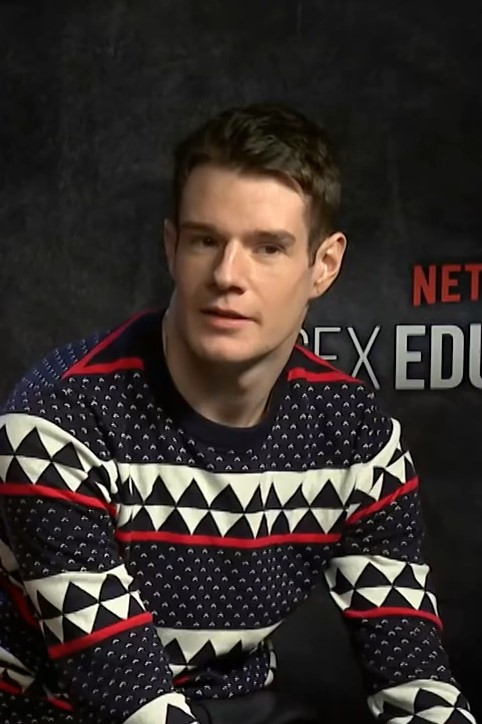
Connor Swindells
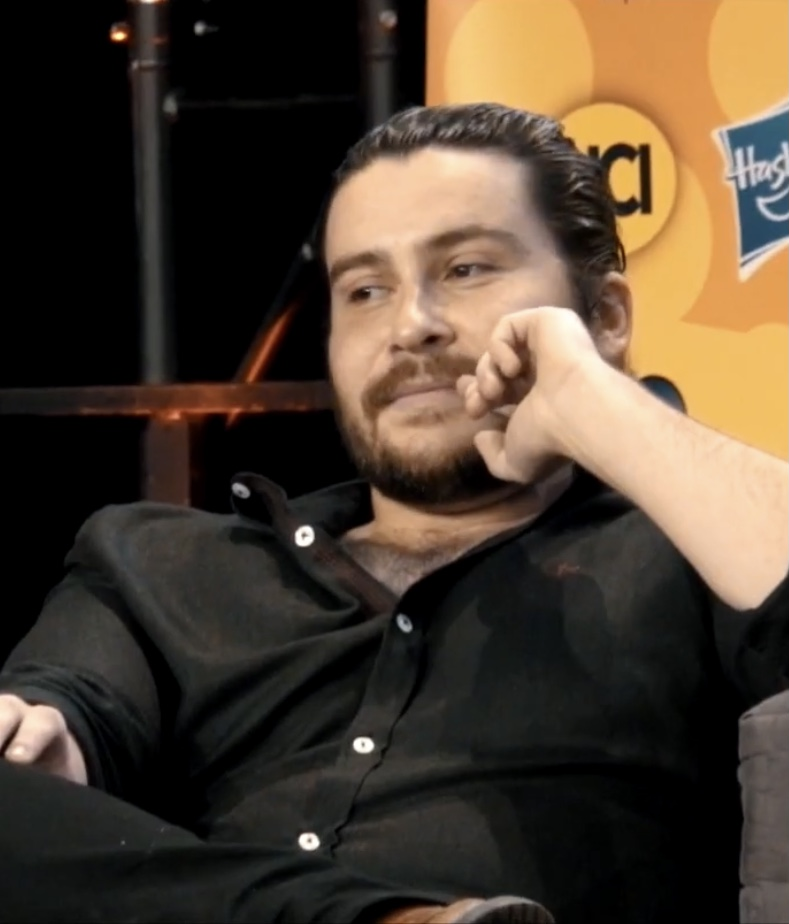
Daniel Portman
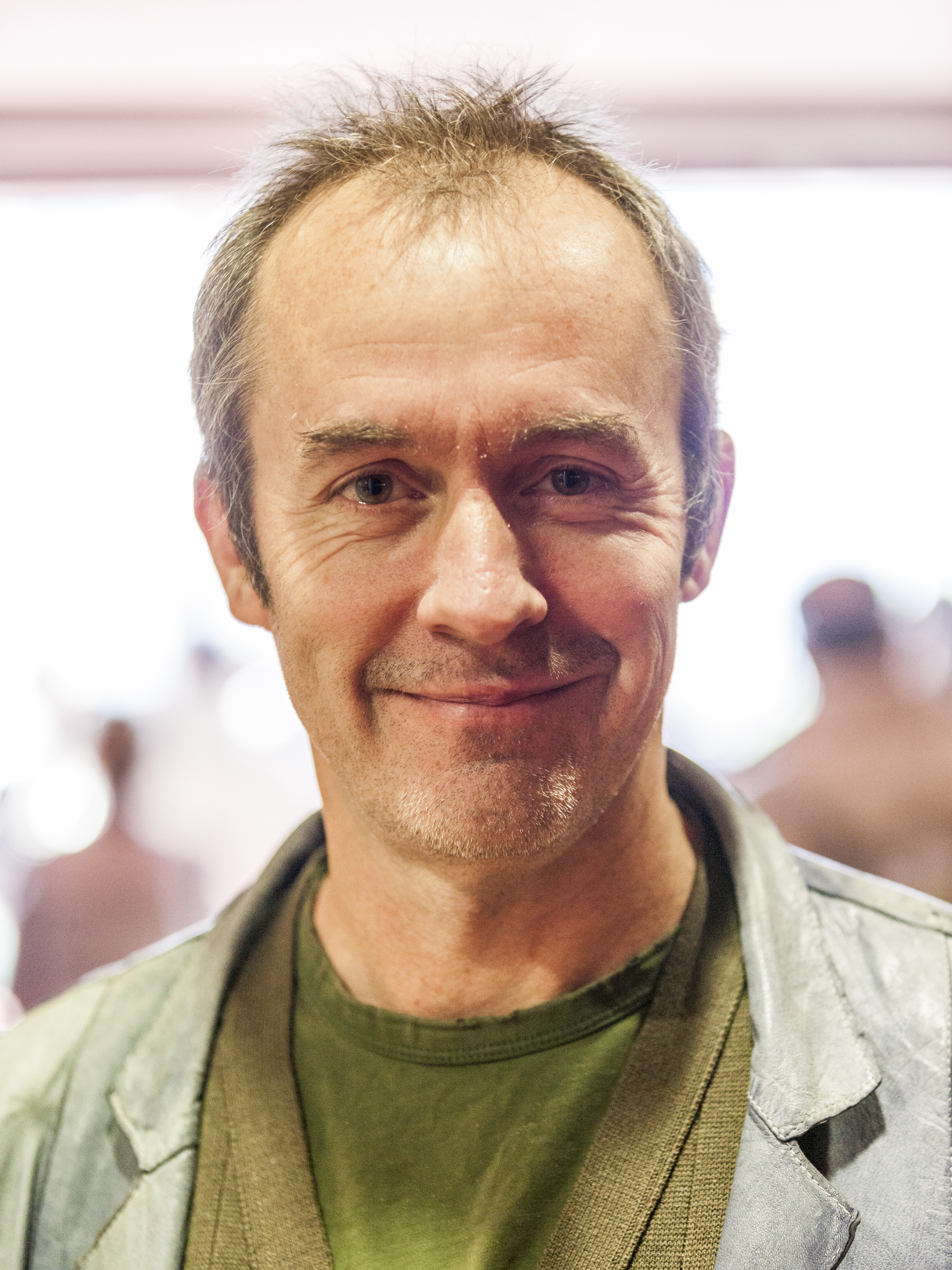
Stephen Dillane

#### Ricorrenti
- Tara Kierly, interpretata da Lois Chimimba.
Sottufficiale capo esperta nella mappatura sonar sul Vigil.
- Laura Michaels, interpretata da Therese Bradley, doppiata da Giò Giò Rapattoni.
Agente dell'MI5.
- Jay Kohli, interpretato da Parth Thakerar, doppiato da David Chevalier.
Agente dell'MI5.
- Hennessy, interpretato da Dan Li.
Capitano di corvetta e ufficiale del genio navale sul Vigil.
- Jackie Hamilton, interpretata da Anita Vettesse.
Sottufficiale e capocuoca sul Vigil.
- Poppy, interpretata da Orla Russell.
Figlia del fidanzato di Amy.
- Porter, interpretato da Reuben Joseph.
Collega di Kirsten nella polizia scozzese.

### Stagione 2

#### Principali
- Amy Silva, interpretata da Suranne Jones, doppiata da Claudia Catani.
Ispettore capo della polizia scozzese che indaga sulla morte di sette soldati della Royal Air Force a causa di un APR manomesso.
- Kirsten Longacre, interpretata da Rose Leslie, doppiata da Francesca Manicone.
Ispettore della polizia scozzese e fidanzata di Amy, incinta del loro primo figlio.
- Eliza Russell, interpretata da Romola Garai, doppiata da Eleonora Reti.
Comandante di squadriglia e capo ad interim dello squadrone 109 delle forze britanniche nella base aerea di Al-Shawka.
- Anthony Chapman, interpretato da Alastair MacKenzie.
Comandante di stormo delle forze britanniche di stanza alla base aerea di Al-Shawka, sospettato di aver pilotato l'APR che ha ucciso sette militari.
- Callum Barker, interpretato da Chris Jenks, doppiato da Flavio Aquilone.
Tenente di squadriglia e pilota di droni di stanza in Wudyan.
- Colin Robertson, interpretato da Gary Lewis, doppiato da Ambrogio Colombo.
Sovrintendente capo della polizia scozzese.
- Wes Harper, interpretato da Jonathan Ajayi, doppiato da Raffaele Carpentieri.
Ingegnere capo e direttore tecnico del programma di sviluppo degli APR per Alban-X, presso la base aerea di Al-Shawka.
- Derek McCabe, interpretato da Steven Elder, doppiato da Massimo De Ambrosis.
Vice presidente di Alban-X, costruttore scozzese degli APR.
- Daniel Ramsay, interpretato da Amir El-Masry, doppiato da Gianluca Cortesi.
Agente dell'MI5 che collabora con Kirsten.
- Sattam Abdul "Sam" Kader, interpretato da Oscar Salem, doppiato da Alessandro Campaiola.
Capitano e pilota di droni della Royal Wudyani Air Force.
- Marcus Grainger, interpretato da Dougray Scott, doppiato da Francesco Prando.
Vice maresciallo dell'aria alto funzionario responsabile del progetto degli APR.
- Ross Sutherland, interpretato da David Elliot, doppiato da Alberto Bognanni.
Veterano di guerra e assassino di Anthony.

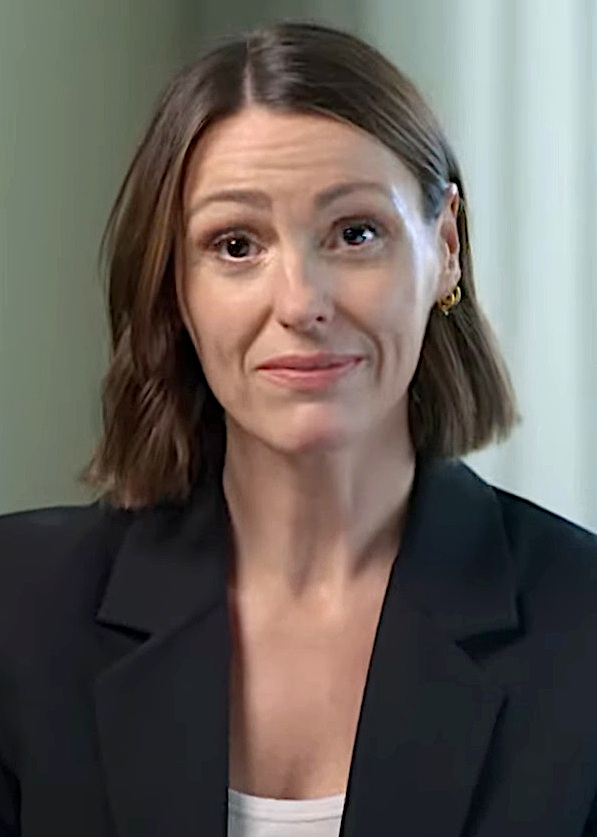
Suranne Jones
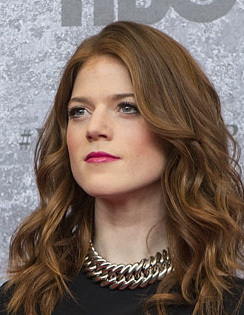
Rose Leslie
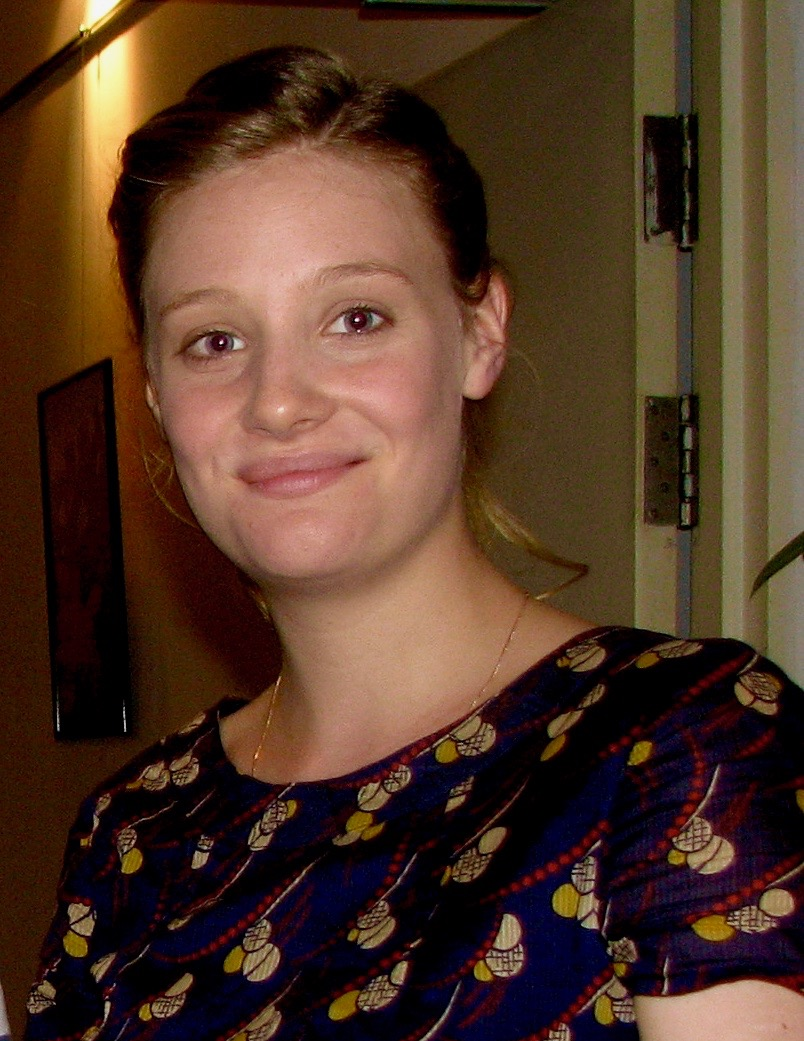
Romola Garai
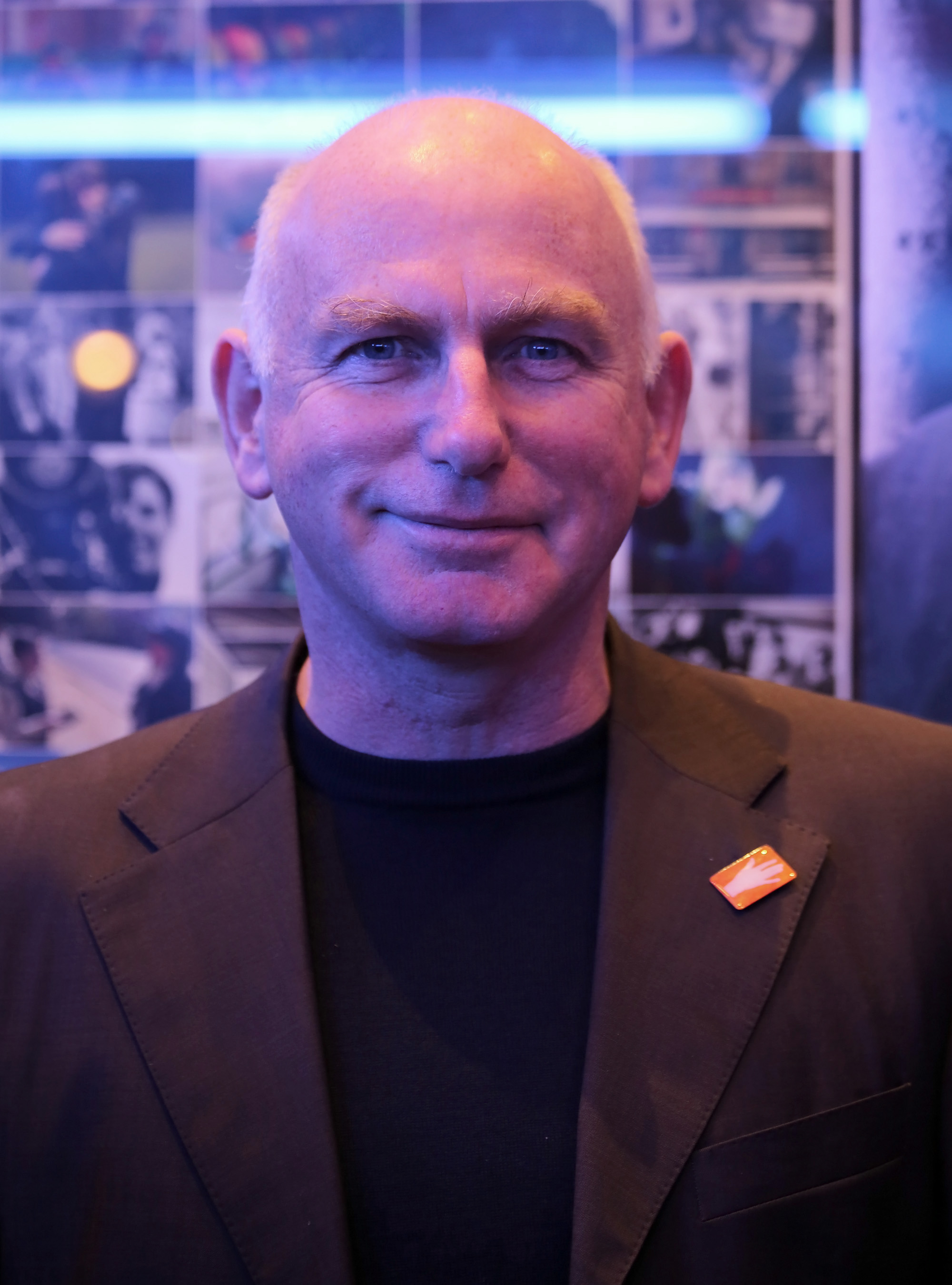
Gary Lewis
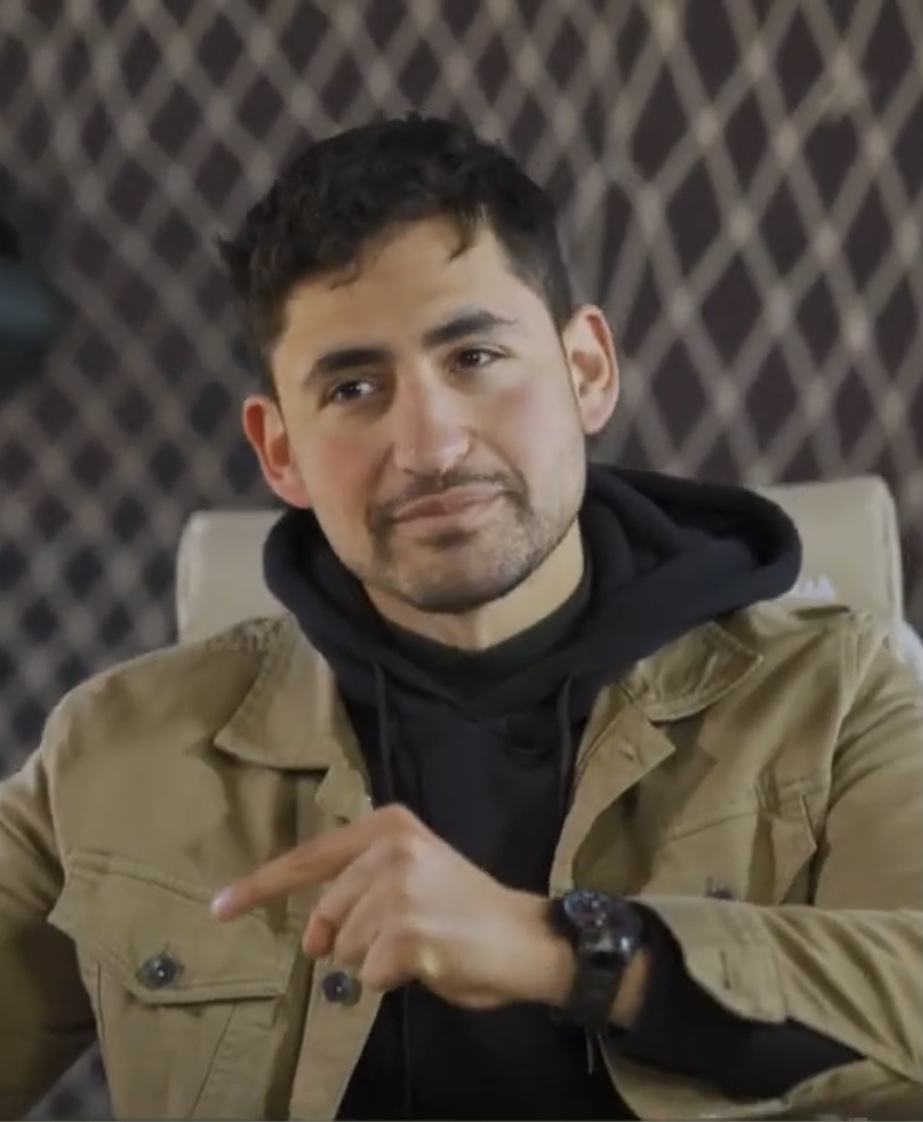
Amir El-Masry
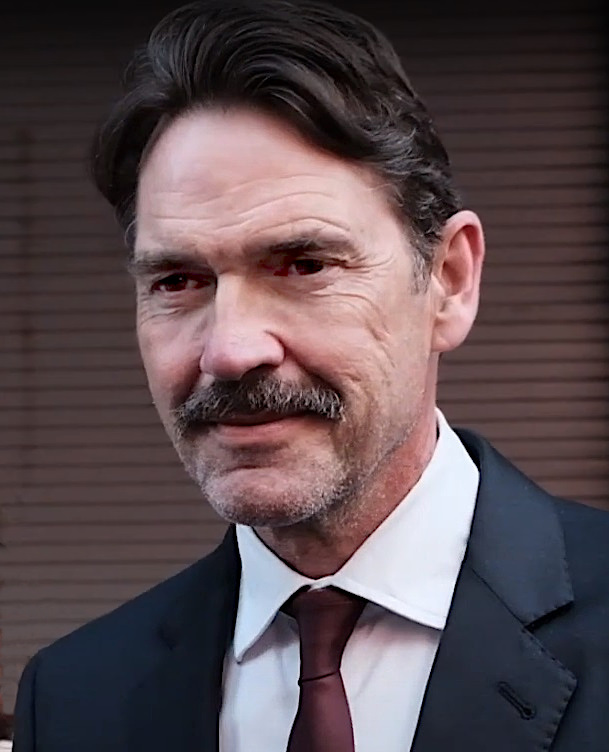
Dougray Scott
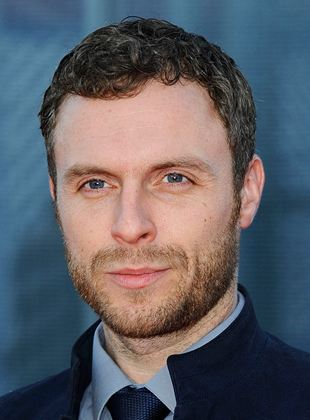
David Elliot

#### Ricorrenti
- Poppy, interpretata da Orla Russell, doppiata da Giorgia Venditti.
Figlia adottata da Amy dal suo ex fidanzato.
- Nicole Lawson, interpretata da Shannon Hayes.
Tenente di squadriglia e pilota di droni di stanza in Wudyan.
- Ali Bilali, interpretato da Nebras Jamali.
Colonnello e comandante della base di Al-Shawka in Wudyan.
- Sabiha Chapman, interpretata da Hiba Medina, doppiata da Joy Saltarelli.
Figlia di Anthony.
- Paul Townsend, interpretato da Noof Ousellam.
Detective sergente della polizia scozzese.
- Firas Zaman, interpretato da Tommy Sim'aan.
Giornalista del Wudyan e dissidente che vive in Scozia.

#### Guest star
- Colin Dixon, interpretato da Anders Hayward, doppiato da Manuel Meli.
Sottotenente di squadriglia e pilota di droni di stanza a Dundair.
- Sir Ian Downing, interpretato da Dominic Mafham.
Superiore di Ramsay.
- Arlene Royce, interpretata Naomi Stirrat, doppiata da Martina Felli.
Ex fidanzata di Ross Sutherland e proprietaria del suo furgone.
- Abdullah Ghazali, interpretato da Khalid Laith.
Leader di Jabhat Al-huriya.
- Mutaz, interpretato da Kamal Mustaffai.
Gregario di Ghazali.
- Alia Ghazali, interpretata da Rebecca Banatvala.
Moglie di Abdullah e madre di Faisal.
- Faisal Ghazali, interpretato da Malek Alkoni.
Figlio di Abdullah e Alia.

## Produzione
In un'intervista del 2021, lo sceneggiatore Tom Edge è stato contattato dal produttore George Aza-Selinger per sviluppare un progetto su di un sottomarino per la televisione. È stato ispirato dal Continuous At-Sea Deterrent (CASD) del Regno Unito e la vita degli equipaggi nei sottomarini. La serie è stata girata e principalmente ambientata in Scozia. Il progettista Tom Sayer ha creato uno studio elaborato per rappresentare gli interni del sottomarino.
Nel marzo 2022, la serie è stata rinnovata per una seconda stagione che è stata trasmessa dal 10 dicembre 2023.
Le riprese della seconda stagione sono avvenute durante la primavera 2023, in tutta la Scozia, tra cui Glasgow, Coatbridge, Motherwell, Cumbernauld, Luss, Lanark, Blantyre e North Ayrshire.
Alcune scene sono state girate a Casablanca e Rabat in Marocco per rappresentare il Paese fittizio di Wudyan.
Il 19 febbraio 2025 BBC ha rinnovato la serie per una terza stagione.

## Distribuzione
In Nuova Zelanda la serie è stata distribuita dalla fine di settembre 2021 da TVNZ.
In India è in streaming su LionsgatePlay.
Negli Stati Uniti è stata pubblicata il 23 dicembre 2021 sulla piattaforma Peacock. In Italia la prima stagione è stata trasmessa da Sky Atlantic dal 7 al 21 febbraio 2022. mentre la seconda stagione è andata in onda dal 20 maggio al 3 giugno 2025.

### Edizione italiana
La direzione del doppiaggio è a cura di Cinzia Villari, su dialoghi di Davide Figliolini, per conto di D-Hub Studios.

## Accoglienza

### Critica

#### Stagione 1
La prima stagione ha ricevuto recensioni positive dalla critica. Rotten Tomatoes riporta l'85% delle recensioni professionali positive, con un voto medio di 6,60 su 10 basato su 20 critiche. Il consenso critico del sito web indica: «Vigil è grottesca tanto quanto è ricca di suspense, ma un cast fedele e un ritmo popolare fanno sì che valga la pena di immergersi.» Metacritic, invece, ha assegnato un punteggio di 83 su 100 basato su 5 recensioni, indicando "plauso universale".

#### Stagione 2
La seconda stagione ha ricevuto recensioni miste dalla critica. Rotten Tomatoes riporta il 54% delle recensioni professionali positive basato su 13 critiche. Il consenso critico del sito web indica: «Togliere Vigil dal suo sottomarino originale allevia la pressione della cabina, ma anche gran parte della tensione, tuttavia il rapporto tra Suranne Jones e Rose Leslie incuriosisce ancora.» Metacritic, invece, ha assegnato un punteggio di 64 su 100 basato su 7 recensioni, indicando "recensioni generalmente favorevoli".

## Riconoscimenti
- 2022 – British Academy Television Awards[21]
  - Candidatura alla miglior serie drammatica
- 2022 – GLAAD Media Awards[22]
  - Candidatura alla miglior miniserie o film per la TV
- 2022 – International Emmy Award[23]
  - Miglior serie drammatica